# 欧洲之星国际有限公司
欧洲之星国际有限公司 （縮寫：EIL）是一家提供国际欧洲之星列车经过英吉利海峡海底铁路隧道，来往于伦敦，布鲁塞尔和巴黎的铁路公司。 欧洲之星公司前身是由三家独立于比利时，法国和英国的子公司构成，不过在2010年9月1日这种状况被一家新的管理公司取代为现在的欧洲之星国际有限公司。 欧洲之星国际有限公司现在的股权持有分配是法国国家铁路（SNCF）（55%），魁北克储蓄与投资资金（CDPQ）（30%），爱马仕投资管理（10%）和比利时国家铁路（NMBS/SNCB）（5%）。
欧洲之星国际有限公司是英吉利海峡隧道所有者欧洲隧道公司的最大客户。

## 历史

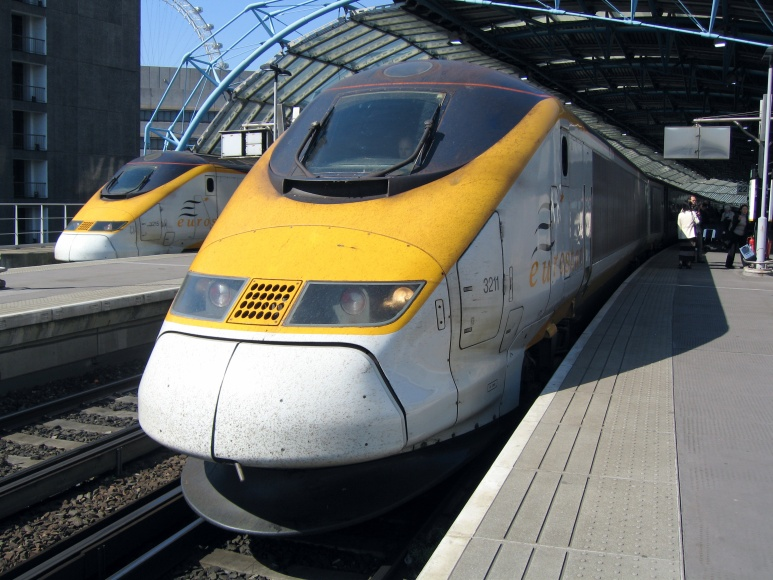
2005年5月停靠在伦敦滑铁卢的Class 373

欧洲之星国际有限公司于1990年成立，和当时的欧洲客运服务一样，它作为英国铁路的一个子部门对经营欧洲之星（英国）负责。 欧洲之星开始运行于1994年9月14日与EPS，NMBS/SNCB和SNCF各司其职，在各自的管理范围内经营欧洲之星服务。
在1994年4月1日，欧洲客运服务和英国铁道公司签署了一份关于欧洲之星服务区间固定汇率的合同，作为区域欧洲之星服务计划的一部分，该合同期满在2052年9月29日。
在1996年英国铁路私有化运动让欧洲客运服务的所有权转移到伦敦和大陆铁路公司里，这间财产发展公司归英国政府所有。这是合同的一部分，英国政府同意给伦敦大陆铁路有限公司建造和运营从伦敦和英法海底隧道之间的一号高速铁路 (HS1)。这间公司重新被命名为欧洲之星（英国）有限公司（EUKL）而且用来自欧洲之星（英国）有限公司的收入来完成一号高速铁路计划的资金筹备。
根据1998年的政府金融援助数据，伦敦大陆铁路公司被迫给欧洲之星（英国）有限公司制定管理合同投标。合同投标书提分别提交给了维珍铁路公司，英特尔投资公司和区域铁路公司，财团控股分别为国家快运 (40%), SNCF (35%), NMBS/SNCB (15%)和英国航空公司 (10%)。后者合同中标管理合同，合同有效期从1998年到2010年.
在2009年2月，在一号高速铁路竣工后英国运输部拿回了伦敦大陆铁路有限公司的控制权，然后宣布他们意图将一号高速铁路和伦敦大陆铁路有限公司卖出去。 德国铁路公司曾对欧洲之星（英国）表现出兴趣，不过并没有收购它。
在2009年9月31日，欧洲之星（英国）公司被重命名为欧洲之星国际有限公司 (EIL)。 在2010年9月1日，三家国立欧洲之星公司合并到欧洲之星国际有限公司里，组成了单一家公司经营机构。改变这次改变使得ICRR的英国业务管理合同被终止了。 一旦欧洲之星的资产被转移到了欧洲之星国际有限公司，公司控股权就被修改为LCR (40%), NMBS/SNCB (5%) and SNCF (55%).
在2010年11月伦敦大陆铁路公司出售了30年的特许证给加拿大财团OMERS和安大略教师养老金计划，换取20亿英镑，用以运营一号高速铁路。 欧洲之星国际有限公司支付给加拿大财团一号高速铁路的的通行费，以在铁路上运营欧洲之星列车。
在2013年4月，英国政府宣布他们正在寻找路径出售欧洲之星国际有限公司里伦敦大陆铁路股权40%的股份。
在2014年2月在凯奥雷斯合资公司里，欧洲之星被投标合并到英国InterCity东海岸的特许经销权里。 而且许可证被授予给了维珍铁路东海岸。
在2014年6月，欧洲之星国际有限公司里英国40%的股份从伦敦大陆铁路公司转移到了英国财政部, 股份转移于2014年10月13日启动。 在2015年3月，英国国库发言他们已经以5亿8500万的价格把股份卖给了魁北克储蓄投资集团（30%）和爱马仕投资管理 (10%)。 他们也把从欧洲之星国际有限公司里赎回的1亿7200万英镑优先股的标准提高到了总共7亿5700万英镑。

## 车辆归属
欧洲之星国际有限公司是英国铁路373型电力动车组和英国铁路374型电力动车组的所有者。 

## 引用
1. ↑  .   [2019-02-23]. （原始内容存档于2019-07-22）.
2. 1 2  . Railwaygazette. 2018-02-28  [2018-06-20]. （原始内容存档于2019-09-20）.
3. 1 2  . BBC News Online. 2015-03-04  [2015-03-04]. （原始内容存档于2019-02-16）. Patina Rail LLP will acquire the UK Treasury's entire share … consortium is made up of two companies: Canadian-based Caisse de Depot et Placement du Quebec (CDPQ) and the UK's Hermes Infrastructure … will own 30% and 10% of Eurostar respectively
4. 1 2 3 4  Companies House extract company no 2462001 （页面存档备份，存于） Eurostar International Limited formerly Eurostar (UK) Limited formerly European Passenger Services Limited
5. ↑   (报告). 缺少或|title=为空 (帮助)
6. ↑  Eurostar restructure sees UK expand rail stake 的存檔，存档日期2013-10-23.
7. ↑  Deutsche Bahn says interested in Eurostar stake （页面存档备份，存于） Reuters 14 January 2009
8. ↑  National Express Group plc Annual Report and Accounts 2010 的存檔，存档日期2013-10-23.
9. ↑  Behind the Scenes （页面存档备份，存于） Eurostar
10. ↑  Eurostar restructuring completed （页面存档备份，存于） Railway Gazette International 2 September 2010
11. ↑  HS1 Sale Completion （页面存档备份，存于） London & Continental Railway
12. ↑  High Speed 1 concession awarded to Canadian pension consortium （页面存档备份，存于） Railway Gazette International 5 November 2010
13. ↑  Eurostar: Government's 40% Stake Up For Sale （页面存档备份，存于） Sky News 4 December 2013
14. ↑  UK government contemplates sale of LCR assets & Eurostar stake （页面存档备份，存于） Railway Gazette International 4 December 2013
15. ↑  East Coast rail shortlist revealed （页面存档备份，存于） BBC News 17 January 2014
16. ↑  InterCity East Coast franchise shortlist announced （页面存档备份，存于） Railway Gazette International 17 January 2014
17. ↑  . BBC News.   [2015-03-05]. （原始内容存档于2015-04-02）.
18. ↑  . UK Parliament. House of Commons.   [2014-10-03]. （原始内容存档于2018-09-14）.
19. ↑  . BBC News.   [2015-04-02]. （原始内容存档于2019-02-05）.
20. ↑  . GOV.uk.   [2015-04-02]. （原始内容存档于2018-12-09）.
21. ↑  .   [2022-04-09]. （原始内容存档于2021-09-10）.